# Kiełczówka
Kiełczówka (prononciation [kʲɛu̯ˈt͡ʂufka]) est un village de la gmina de Moszczenica, du powiat de Piotrków, dans la voïvodie de Łódź, situé dans le centre de la Pologne.
Il se situe à environ 6 kilomètres au nord de Moszczenica (siège de la gmina), 17 kilomètres au nord de Piotrków Trybunalski (siège du powiat) et 32 kilomètres au sud-est de Łódź (capitale de la voïvodie).
Le village comptait approximativement une population de 484 habitants en 2009.

## Administration
De 1975 à 1998, le village était attaché administrativement à l'ancienne voïvodie de Piotrków.

Depuis 1999, il fait partie de la nouvelle voïvodie de Łódź.